# OSB (płyta)

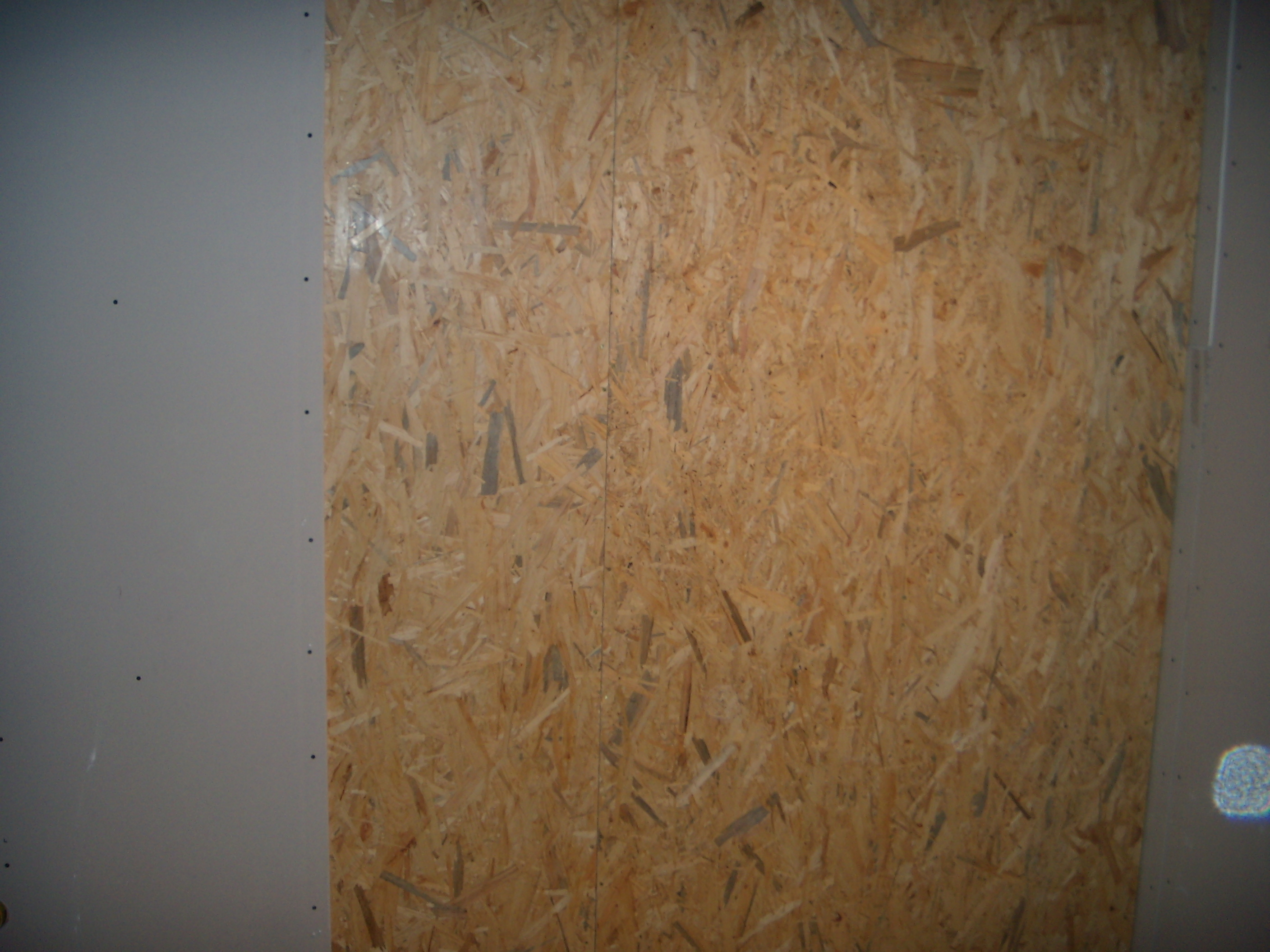
Płyta OSB

Płyta OSB (ang. oriented strand board – płyta o wiórach orientowanych) – drewnopochodna, trójwarstwowa płyta kompozytowa wykorzystywana głównie w budownictwie. 
Płyty OSB produkowane są jako płyty jedno- lub wielowarstwowe. Płyty jednowarstwowe znajdują zastosowanie jako warstwy środkowe sklejki. Płyty wielowarstwowe (najczęściej 3-warstwowe) zbudowane są w następujący sposób: wszystkie warstwy składają się z długich, wysmukłych wiórów (najczęściej sosnowych) pozyskanych poprzez skrawanie małowymiarowego drewna okrągłego (kłody o długości z reguły 2,2 m). Skrawanie odbywa się wzdłuż przebiegu włókien, w kierunku stycznym. Warstwy zewnętrzne składają się z orientowanych w kierunku tzw. większej osi płyty (równolegle do przebiegu linii produkcyjnej). Co najmniej 70% wiórów musi być zorientowanych w tym kierunku, inaczej płyty nie można nazwać orientowaną. Wióry warstwy wewnętrznej zorientowane są najczęściej w kierunku prostopadłym w stosunku do wiórów warstwy zewnętrznej. Ze względu na pożądane właściwości płyt OSB ich spoiwem są różne żywice syntetyczne. 

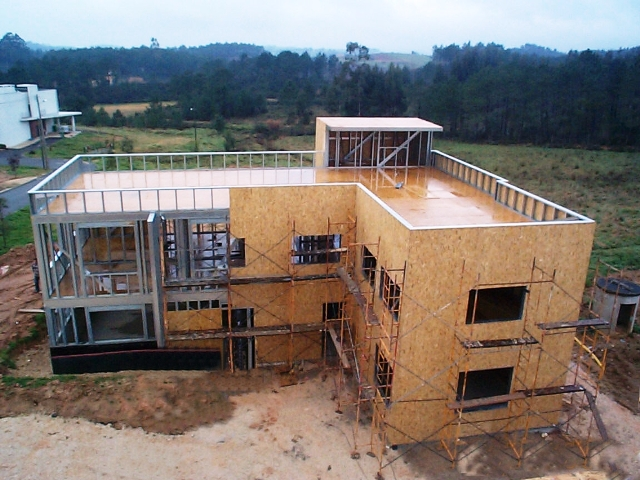
Budynek w technologii szkieletu stalowego z pokryciem ścian z płyty OSB

Płyty OSB podlegają następującemu podziałowi:
- OSB/1: Płyty ogólnego zastosowania, przeznaczone do użytkowania w warunkach suchych.
- OSB/2: Płyty nośne, warunki suche.
- OSB/3: Płyty nośne, warunki wilgotne.
- OSB/4: Płyty o podwyższonej zdolności przenoszenia obciążeń, warunki wilgotne.
- OSB STOP FIRE (odpowiednik P5 Unilin): Płyty nośne, warunki wilgotne, trudnozapalna

Spoiwem płyt OSB/1 i /2  są żywice UF (mocznikowo-formaldehydowymi), które są tanie, ale nie są odporne na działanie wody. Płyty OSB/3 i /4 spojone są w sposób bardziej skomplikowany: warstwa środkowa spojona jest klejem PMDI (poliuretanowym), natomiast warstwy zewnętrzne zaklejone są żywicą PMUF (melaminowo-uretanową). Płyty te różnią się stopniem zaklejenia wiórów – OSB/4 ma stopień zaklejenia większy niż OSB/3. Z uwagi na stałe zwiększające się obostrzenia dotyczące ochrony przeciwpożarowej uruchomiono produkcję płyt OSB STOP FIRE, których odpowiednikiem są również płyty P5 UNILIN. Obie płyty produkowane są w klasyfikacji ogniowej B,S-2,d0 (B-trudnozapalne, S-2 średnia emisja dymu, d0 - niekapiące). 

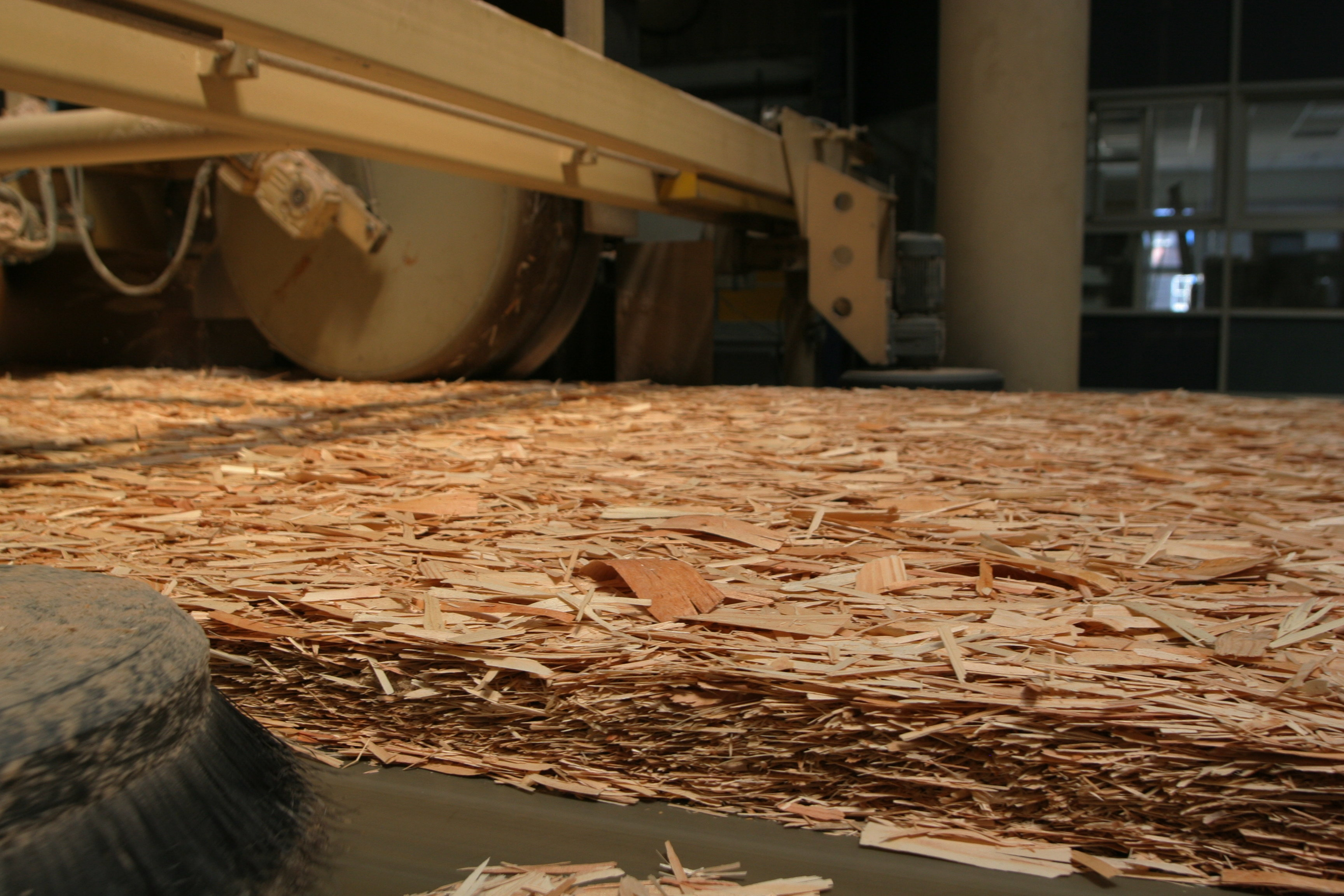
Produkcja OSB

Płyta OSB jest powszechnie wykorzystywana jako zamiennik sklejki i litych desek w technologii lekkiego szkieletu drewnianego oraz jako poszycia ścian, podłóg i dachów. Wykonuje się też elementy kompozytowe zastępujące belki drewniane. Element taki ma postać dwuteownika, którego środnik jest z płyty OSB, a półki z drewna klejonego.